# STS-133
STS-133 foi uma missão da NASA realizada por um ônibus espacial, o último voo da nave Discovery. O lançamento foi realizado no dia 24 de fevereiro de 2011.
Foi a missão ULF5 para a construção da Estação Espacial Internacional, onde se transportou o  Módulo Permanente de Logística Multifuncional.

## Tripulação
| Posição                                                             | Astronauta      |
| ------------------------------------------------------------------- | --------------- |
| Comandante                                                          | Steven Lindsey  |
| Piloto                                                              | Eric Boe        |
| Especialista de missão 1                                            | Benjamin Drew   |
| Especialista de missão 2                                            | Michael Barratt |
| Especialista de missão 3                                            | Stephen Bowen   |
| Especialista de missão 4                                            | Nicole Stott    |
| A tripulação da STS-133 é formada por astronautas veteranos da NASA |                 |

## Objetivos
Acoplar o EXPRESS Logistics Carrier 4 à ISS, transportar o Robonauta 2 e acoplar o Módulo de Logística Multifuncional a Estação Espacial.

## Dia a dia

### 24 de fevereiro-Dia 1

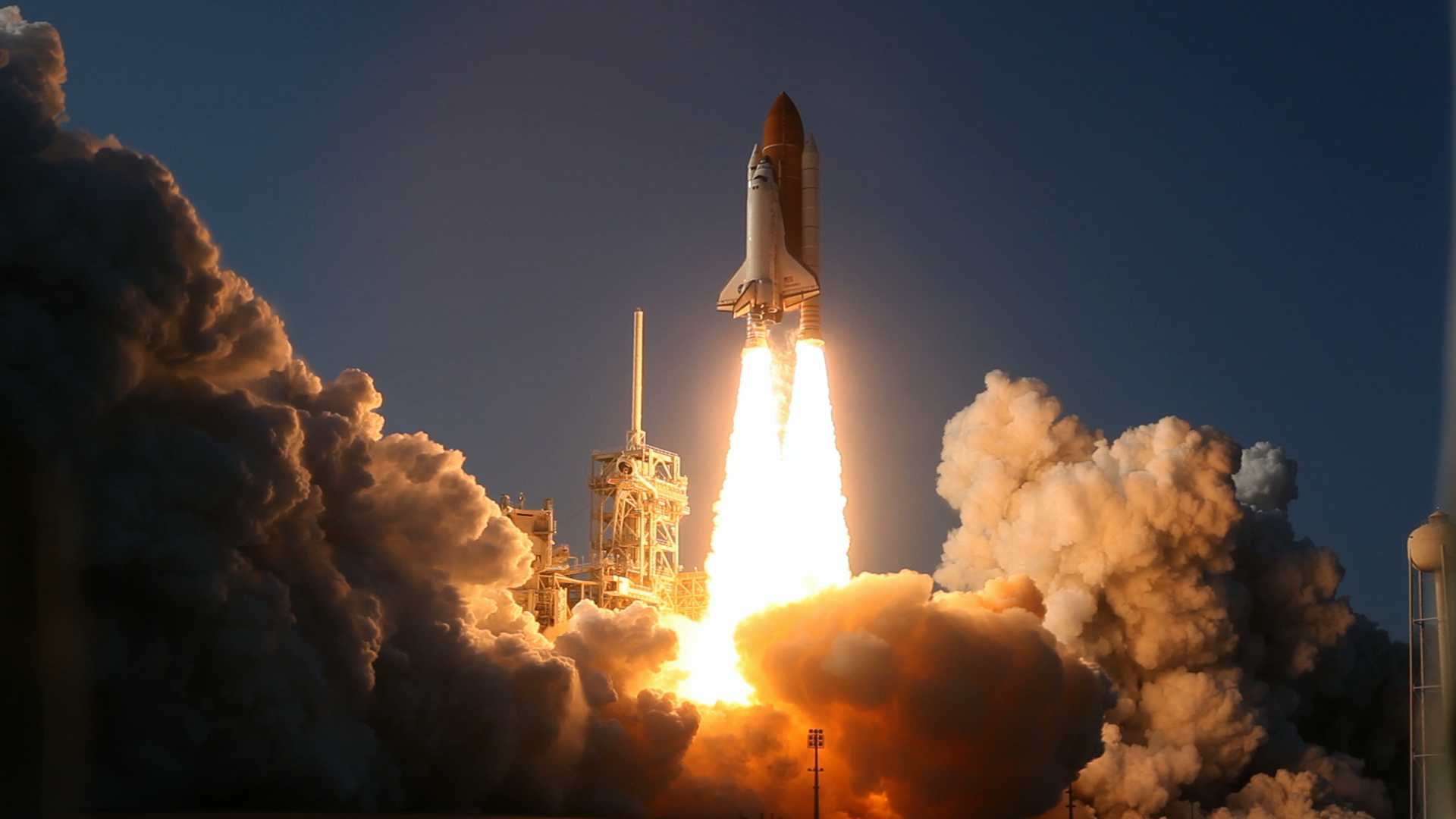
O ônibus espacial Discovery durante lançamento

O ônibus espacial Discovery foi lançando com sucesso nesta quinta-feira às 18h50 (de Brasília), a partir do Centro Espacial Kennedy, em Cabo Canaveral, na Flórida. Esta é a  sua última missão após 27 anos do primeiro voo que ocorreu em 1984. A principal função da missão STS-133 é realizar trocas de importantes peças na Estação Espacial Internacional (ISS), transportando também o módulo de carga multifuncional "Leonardo" e o androide "Robonaut".

### 25 de fevereiro-Dia 2
Os astronautas do ônibus espacial Discovery, bem como os membros da Estação Espacial Internacional, trabalharam na verificação de possíveis danos no escudo térmico da nave antes de realizar a acoplagem na ISS.

### 26 de fevereiro-Dia 3

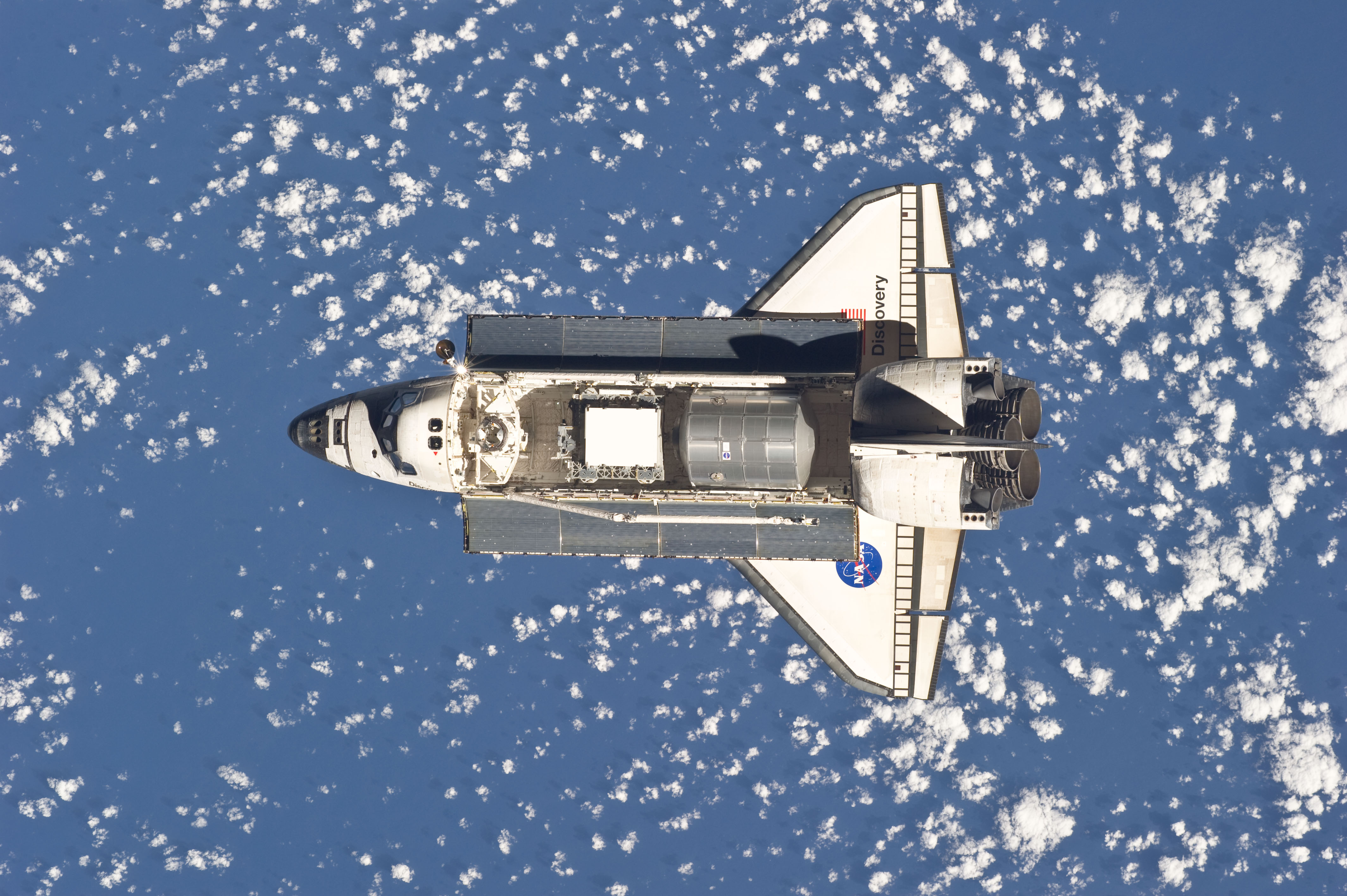
O ônibus espacial Discovery fotografado da Estação Espacial Internacional

O ônibus espacial Discovery se acoplou com sucesso à Estação Espacial Internacional neste sábado. A nave foi recebida com uma brincadeira pelo comandante da estação, Scott Kelly que perguntou - Por que demoraram tanto? - referindo-se às falhas mecânicas e à falta de condições meteorológicas para que o veículo pudesse ter realizado seu lançamento ao espaço em setembro, data inicial prevista para a missão.
O Discovery ficará quase uma semana acoplado à estação. Entre as peças levadas por sua tripulação está o Robonauta, primeiro robô humanoide a ir para o espaço que servirá para inúmeras tarefas, inclusive serviços de limpeza.

### 27 de fevereiro-Dia 4
No quarto dia de voo, Nicole Stott e Michael Barratt retiraram a carga do Discovery usando braço robótico. Após os trabalhos a tripulação da STS-133 foi acompanhada por toda a Expedição 26 da ISS, incluindo o comandante Scott Kelly e o engenheiro de voo Paolo Nespoli para uma série de entrevistas à imprensa. As entrevistas foram realizadas com o Weather Channel, a rádio WBZ em Boston, Massachusetts, a WSB-TV em Atlanta, Geórgia, e a WBTV em Charlotte, Carolina do Norte.
A equipe também completou mais transferências de cargas de e para o ISS. Durante todo o dia, Al Drew e Steve Bowen prepararam ferramentas que estarão usando durante a caminhada espacial. Mais tarde, eles se uniram com a tripulação do ônibus espacial e da ISS, mais o comandante Kelly e o engenheiro de voo Nespoli, para uma revisão dos procedimentos da caminhada espacial. Após a revisão, Bowen e Drew usaram máscaras de oxigênio e entraram no bloqueio da da escotilha Quest para o acampamento pré-padrão da caminhada espacial. O procedimento é feito para ajudar os astronautas com o nitrogênio de seu sangue e prevenir problemas com a descompressão.

### 28 de fevereiro-Dia 5

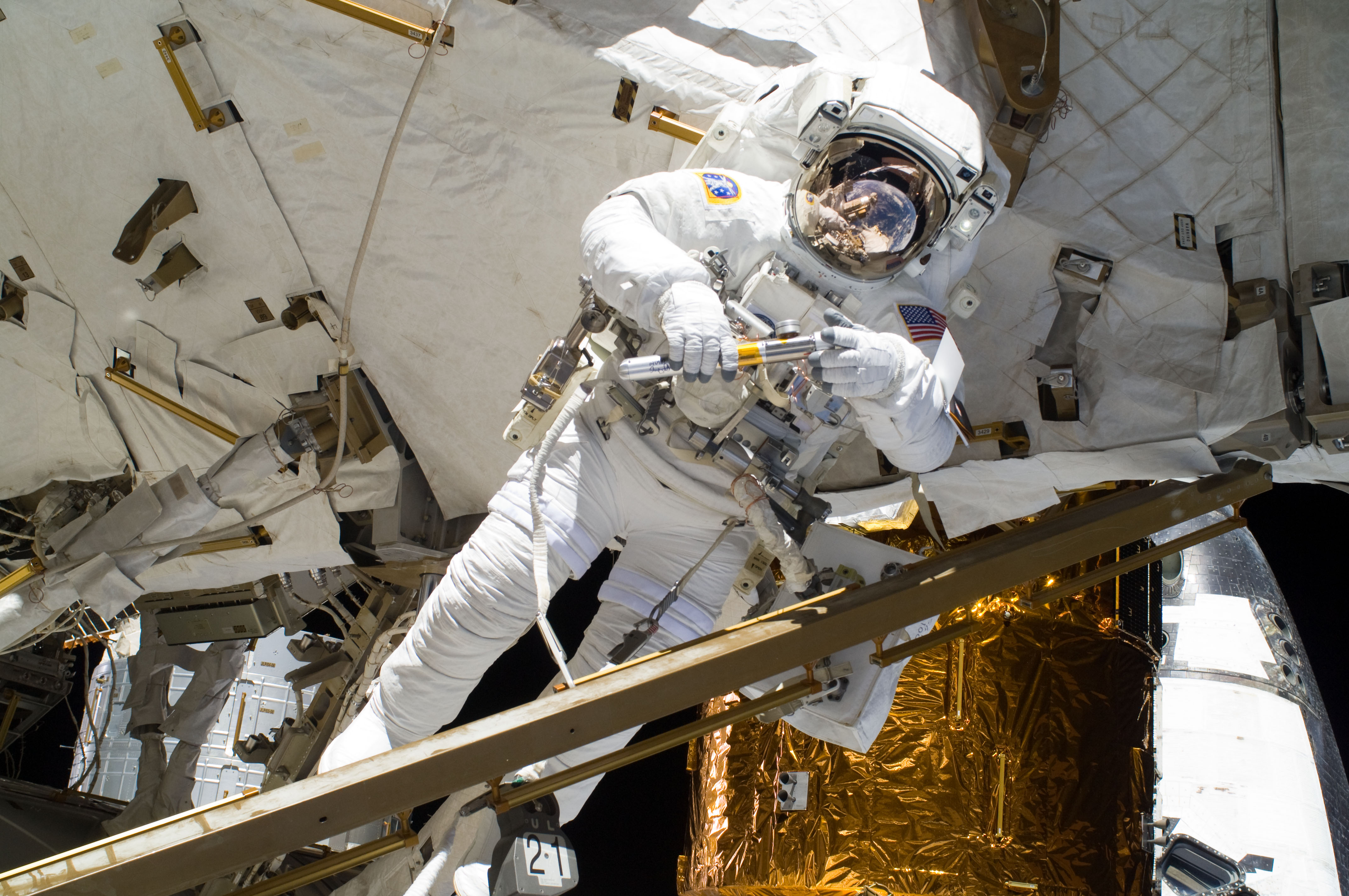
Alvin Drew trabalha durante a primeira caminhada espacial

Os astronautas Steve Bowen e Alvin Drew concluíram com sucesso a primeira de duas caminhadas espaciais previstas, anunciou a Nasa. Bowen, de 47 anos, e Drew, de 48, regressaram à câmara de descompressão da Estação Espacial Internacional às 22h20 UTC (19h20 de Brasília), após seis horas e 34 minutos de trabalhos no espaço. Os astronautas realizaram sem dificuldade todas as tarefas de instalação de uma extensão elétrica entre os módulos americanos da ISS, o Unity e o Tranquility.
O cabo irá fornecer acesso a uma fonte elétrica de emergência e faz parte da preparação de instalação do módulo de carga multifuncional Leonardo, no Unity, que será conectado de modo permanente à ISS e assim oferecer um volume suplementar de reserva. Além disso, Steve Bowen e Alvin Drew retiraram uma bomba de amônia defeituosa de 362 kg, a depositando sobre uma plataforma para depois trazê-la à Terra. Outra tarefa dos astronautas foi encher com o vazio do espaço um cilindro metálico que faz parte de uma experiência da agência espacial japonesa chamada "Message in a bottle" (mensagem em uma garrafa), que será trazida à Terra para ser apresentada em exposições públicas.
A especialista da missão Nicole Stott comandou de dentro da ISS todas as atividades dos dois astronautas, bem como as comunicações entre eles e o centro de controle em Houston, Texas. O comandante da tripulação da ISS, Scott Kelly, além de Mike Barratt, especialista de missão do Discovery, dirigiram o braço robótico da Estação, de 17,6 m de comprimento, para carregar a bomba de amônia defeituosa e outros equipamentos durante a caminhada espacial. Esta foi a 154ª saída de astronautas ao espaço durante a construção da ISS, que foi iniciada em 1998, que deverá durar até pelo menos o ano de 2020.

### 1 de março-Dia 6

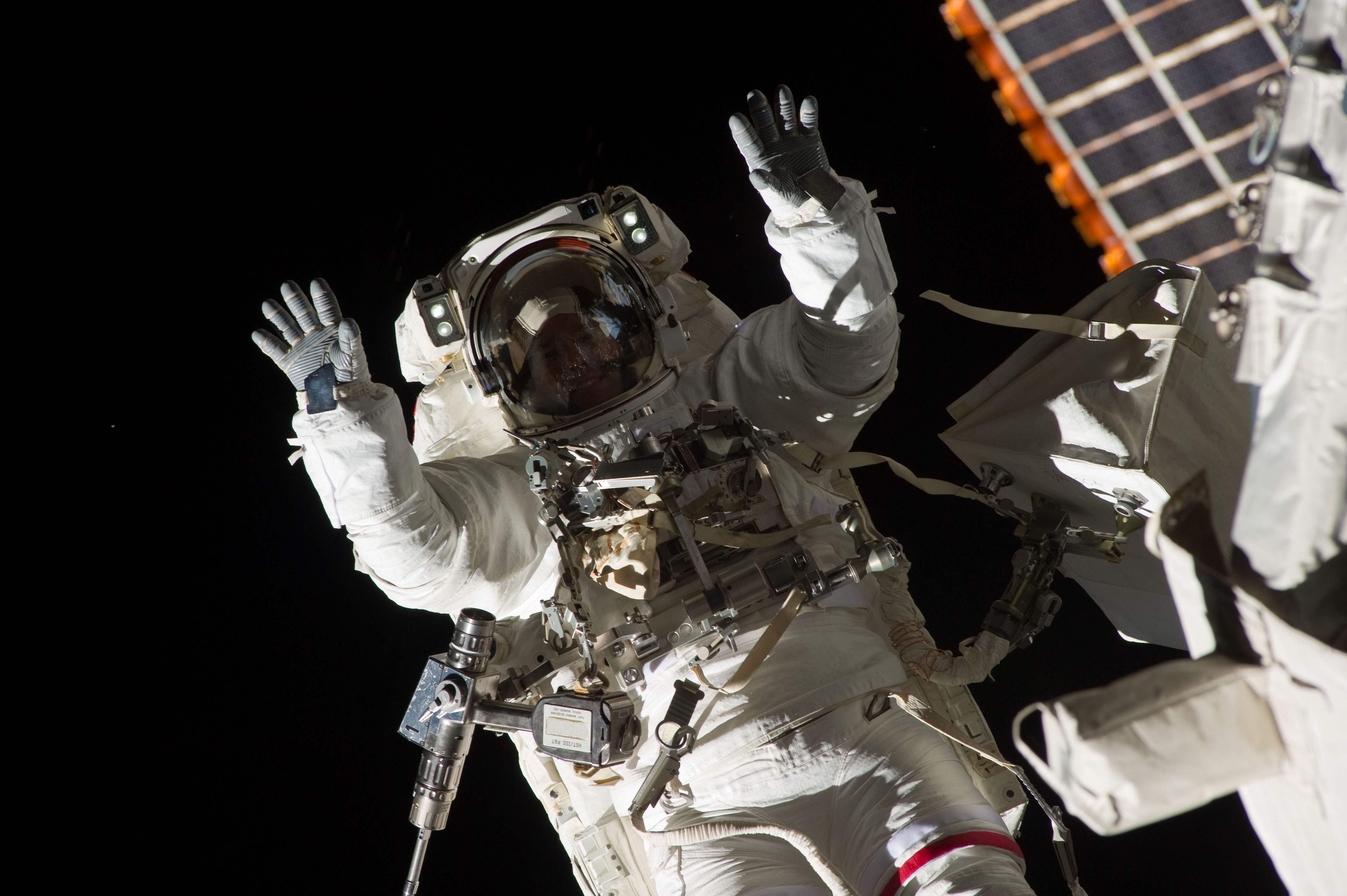
Steve Bowen acena durante segunda caminhada espacial

O módulo de logística multifuncional Leonardo, foi acoplado de forma permanente a Estação Espacial Internacional. Com 12,8 toneladas, o módulo foi retirado do compartimento de carga do Discovery com a ajuda do braço mecânico da ISS, que possui mais de 17 metros de comprimento, para ser preso sob o segmento Unity em uma manobra cirúrgica. Toda a operação ocorreu em um período de aproximadamente 90 minutos. O braço mecânico Canadarm2 foi direcionado pelos especialistas da missão do Discovery, Mike Baratt e Nicole Stott.
A Nasa anunciou também que a missão do Discovery na ISS foi prorrogada em um dia. A aumento da permanência tem como objetivo concluir o conserto do módulo Leonardo. Além disso todos esperam ainda um sinal positivo para um sobrevoo da ISS pela nave russa Soyuz, que será após reunião dos encarregados da ISS. Assim a missão do Discovery terá 12 dias de duração ao invés dos 11 anteriormente programados, sendo oito deles acoplados à ISS.

### 2 de março-Dia 7
A segunda caminhada espacial começou com um razoável atraso devido a um vazamento detectado na última hora no traje espacial de Steve Bowen. Os astronautas conectaram seus trajes às baterias de energia cerca de 40 minutos mais tarde do que estava previsto. O vazamento foi detectado durante uma revisão rotineira que ocorre sempre antes de iniciar qualquer passeio espacial na cânula de hidrogênio do traje.
Após o imprevisto, Steve Bowen e Alvin Drew concluíram com sucesso a segunda e última caminhada espacial da missão STS-133. O tempo total gasto foi de 6 horas e 14 minutos, menos do que as 6h e 30 minutos que estavam previstas para os trabalhos. Os astronautas retiraram uma proteção térmica de uma plataforma de armazenamento que está localizada no laboratório europeu Columbus e também instalaram uma câmara no robô Dextre.

### 3 de março-Dia 8

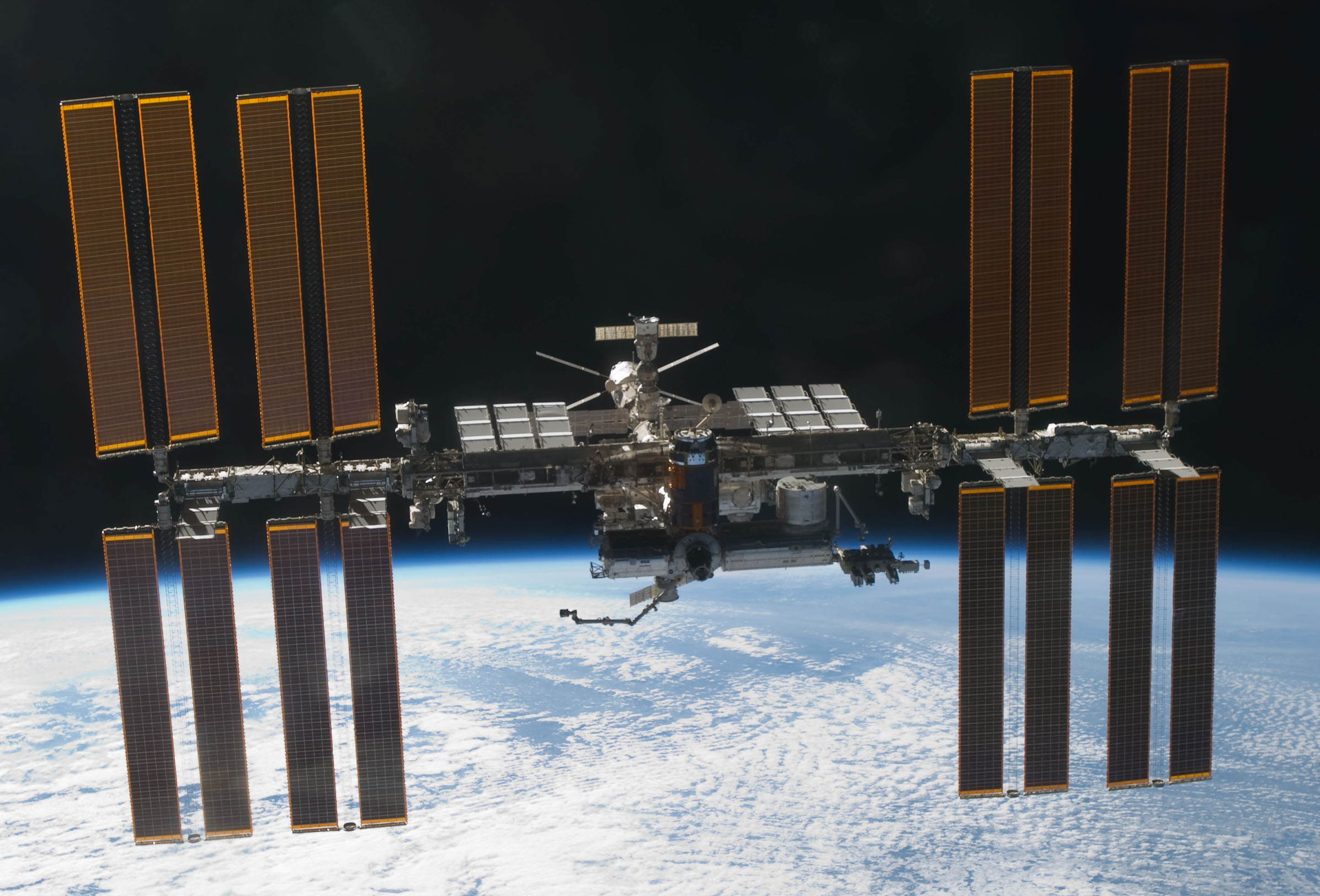
A Estação Espacial Internacional

A tripulação do Discovery realizou algumas tarefas rotineiras, como a transferência de cargas. Na maior parte do dia os astronautas tiveram folga para descansar.

### 4 de março-Dia 9
O presidente dos Estados Unidos Barack Obama conversou com os astronautas da missão STS-133 por telefone. A conversa foi bem rápida, tendo uma duração total de cerca de seis minutos, e foi também muito humorada, principalmente quando Obama questionou sobre o robô Robonaut 2, conhecido como R2 em uma referência ao robô R2D2 de Guerra das Estrelas - “Então, vocês o colocarão na limpeza, para lavar pratos ou algo assim? Ou ele tem tarefas mais excitantes?” indagou o presidente que mais tarde não conseguiu acreditar que o robô ainda está guardado e embrulhado com plásticos - “Ele fez um voo tão longo e vocês ainda não o tiraram do pacote?” disse Obama arrancando muitas gasgalhadas da tripulação.

### 7 de março-Dia 12

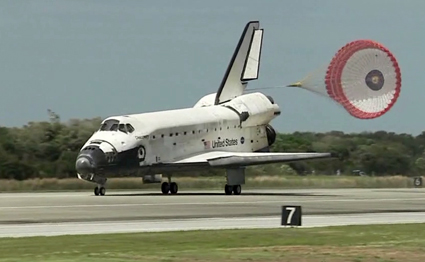
O pouso do Discovery

O ônibus espacial Discovery se desacoplou da Estação Espacial Internacional e partiu em direção à Terra.

### 9 de março-Dia 14
O ônibus espacial Discovery completou sua última viagem ao espaço, retornando à Terra com seis astronautas a bordo. A missão de 13 dias destinada a instalar um novo módulo de armazenamento e um robô humanoide foi bem-sucedida. O pouso foi realizado com sucesso no Centro Espacial Kennedy, na Flórida, às 16:58:14 UTC.
"Esta foi uma das melhores missões do Discovery e também uma das que tivemos menor dificuldade", destacou LeRoy Cain, um dos responsáveis pelo programa. Em seu último dia no espaço, a tripulação foi acordada com a apresentação ao vivo do cantor e guitarrista Todd Park Mohr junto a três membros da banda de rock "Big Head Todd and the Monsters", que interpretaram "Blue Sky".

## Caminhadas espaciais
Duas caminhadas espaciais (EVAs) estão programadas durante o voo.
| EVA   | Astronautas | Início (UTC)                  | Fim (UTC)                     | Duração            |
| ----- | --- | ----------------------------- | ----------------------------- | ------------------ |
| EVA 1 | Steve Bowen Alvin Drew | 28 de fevereiro de 2011 15h46 | 28 de fevereiro de 2011 22h20 | 6 horas 34 minutos |
| EVA 1 | Drew e Bowen instalaram um cabo de extensão de energia para fornecer uma fonte de alimentação de emergência caso seja necessário. Os astronautas moveram o módulo de bomba de amônia, que não foi substituído em agosto de um gancho para uma plataforma melhor junto à câmara Quest. Drew e Bowen instalaram uma peça de hardware que ficará sob uma câmera na armação. O hardware irá inclinar a câmera para fornecer espaço para uma peça de reposição visando ser instalado em uma missão futura. Em seguida, eles substituiram um guia para o sistema do carro de trilho usado para movimentação de cargas ao longo da treliça. As guias foram removidas quando os astronautas estavam realizando o trabalho na estação de estibordo Solar Alpha Rotary Comum (SARJ), que gira os painéis solares para acompanhar o sol. Os astronautas também 'encheram' com o vazio do espaço um cilindro metálico que faz parte de uma experiência da agência espacial japonesa chamada "Message in a bottle" (mensagem em uma garrafa), e que será trazida à Terra para ser apresentada em exposições públicas. |                               |                               |                    |
| EVA 2 | Steve Bowen Alvin Drew | 2 de março de 2011 15h42      | 2 de março de 2011 21h56      | 6 horas 14 minutos |
| EVA 2 | Drew removeu o isolamento térmico de uma plataforma, enquanto Bowen a de um gancho no módulo Columbus. Bowen, em seguida, instalou uma câmera na montagem do robô Dextre, removendo o isolamento da plataforma electrónica do Dextre. Drew instalou uma luz sobre um carrinho de carga e reparou alguns isolamentos térmicos desalojado de uma válvula na treliça. |                               |                               |                    |

## Hora de acordar
No que se tornou uma tradição nas missões espaciais, é tocada uma música no começo de cada dia, escolhida especialmente por terem uma ligação com algum tripulante ou mesmo com a situação de momento.
A Nasa abriu um processo de seleção para o público pela primeira vez para a missão STS-133. O público foi convidado a votar em duas canções para acordar os astronautas em missões anteriores e para acordar a tripulação STS-133.
| Dia    | Música                                 | Artista                                         | Tocada para        | Links                     |
| ------ | -------------------------------------- | ----------------------------------------------- | ------------------ | ------------------------- |
| Dia 2  | “The Prince of Egypt”                  | Brian Stokes Mitchell                           | Michael Barratt    | WAV[ligação inativa], MP3 |
| Dia 3  | “Woody's Roundup"                      | Riders in the Sky                               | Alvin Drew         | WAV[ligação inativa], MP3 |
| Dia 4  | “Java Jive"                            | The Manhattan Transfer                          | Steven Lindsey     | WAV[ligação inativa], MP3 |
| Dia 5  | “Oh What a Beautiful Morning"          | Davy Knowles & Back Door Slam                   | Nicole Stott       | WAV[ligação inativa], MP3 |
| Dia 6  | “Happy Together"                       | The Turtles                                     | Stephen Bowen      | WAV, MP3                  |
| Dia 7  | “The Speed of Sound"                   | Coldplay                                        | Eric Boe           | WAV, MP3                  |
| Dia 8  | “City of Blinding Lights"              | U2                                              | Tripulação STS-133 | WAV, MP3                  |
| Dia 9  | “The Ritual/Ancient Battle/2º Kroykah" |                                                 | Tripulação STS-133 | WAV, MP3                  |
| Dia 10 | “Ohio (Come Back to Texas)"            | Bowling for Soup                                | Tripulação STS-133 | WAV, MP3                  |
| Dia 11 | “Spaceship Superstar"                  | Prism                                           | Tripulação STS-133 | WAV, MP3                  |
| Dia 12 | Theme to "Star Trek"                   | Voz de William Shatner Som de Alexander Courage | Tripulação STS-133 | WAV, MP3                  |
| Dia 13 | "Blue Sky" (Live)                      | Big Head Todd and the Monsters                  | Tripulação STS-133 | WAV, MP3                  |
| Dia 14 | “Coming Home”                          | Gwyneth Paltrow                                 | Tripulação STS-133 | WAV, MP3                  |

## Marcos da missão
- 164º Voo espacial tripulado Americano
- 39º Voo da Discovery
- 35º missão de ônibus espacial para a Estação Espacial Internacional
- 108º missão depois do acidente da Challenger